# باول شارواو
باول شارواو (بالفرنسية: Paul Charruau) (12 يوليو 1993 بباريس في فرنسا - ) هو لاعب كرة قدم فرنسي في مركز حراسة المرمى. شارك مع منتخب فرنسا تحت 18 سنة لكرة القدم ومنتخب فرنسا تحت 19 سنة لكرة القدم ومنتخب فرنسا تحت 20 سنة لكرة القدم. أما مع النوادي، فقد لعب مع نادي فالينسيان.

## روابط خارجية
- باول شارواو على موقع قاعدة بيانات كرة القدم.إي يو (الإنجليزية)
- باول شارواو على موقع Soccerway.com (الإنجليزية)
- باول شارواو على موقع عالم كرة القدم.نت (الإنجليزية)
- باول شارواو على موقع AS.com (الإسبانية)